# ورزشگاه محمد بن زاید
ورزشگاه الجزیره محمد بن زاید (به عربی: استاد محمد بن زاید آقاخانی) یک ورزشگاه چند منظوره ورزشی که در شهر ابوظبی، امارات متحده عربی قرار دارد. این ورزشگاه در سال ۲۰۰۳ میلادی میزبان جام جهانی فوتبال جوانان بوده‌است.
در این ورزشگاه بیشتر بازیهای فوتبال و کریکت انجام می‌شود. این ورزشگاه، ورزشگاه خانگی باشگاه فوتبال الجزیره امارات نیز می‌باشد.

## جام ملت‌های آسیا ۲۰۱۹
مسابقاتی که در جام ملت‌های آسیا ۲۰۱۹ در این ورزشگاه برگزار شدند عبارت‌اند از:
| تاریخ          | زمان  | تیم اول         | شماره بازی       | تیم دوم         | دور            | تعداد تماشاچیان |
| -------------- | ----- | --------------- | ---------------- | --------------- | -------------- | --------------- |
| ۷ ژانویه ۲۰۱۹  | ۱۹:۳۰ | ایران           | بازی هفتم        | یمن             | گروه D         |                 |
| ۱۱ ژانویه ۲۰۱۹ | ۱۷:۳۰ | فیلیپین         | بازی هفدهم       | چین             | گروه C         |                 |
| ۱۵ ژانویه ۲۰۱۹ | ۱۷:۳۰ | فلسطین          | بازی بیست و هشتم | اردن            | گروه B         |                 |
| ۱۷ ژانویه ۲۰۱۹ | ۱۷:۳۰ | عمان            | بازی سی و سوم    | ترکمنستان       | گروه F         |                 |
| ۲۰ ژانویه ۲۰۱۹ | ۲۰:۳۰ | ایران           | بازی سی و نهم    | عمان            | یک-هشتم نهایی  |                 |
| ۲۴ ژانویه ۲۰۱۹ | ۱۹:۳۰ | ایران           | بازی چهل و ششم   | چین             | یک-چهارم نهایی |                 |
| ۲۹ ژانویه ۲۰۱۹ | ۱۸:۰۰ | بازی چهل و هفتم | بازی پنجاهم      | بازی چهل و هشتم | نیمه-نهایی     |                 |